# Scotland Neck
Scotland Neck é uma cidade  localizada no estado norte-americano de Carolina do Norte, no Condado de Halifax.

## Demografia
Segundo o censo norte-americano de 2000, a sua população era de 2362 habitantes.
Em 2006, foi estimada uma população de 2216, um decréscimo de 146 (-6.2%).

## Geografia
De acordo com o United States Census Bureau tem uma área de
3,2 km², dos quais 3,2 km² cobertos por terra e 0,0 km² cobertos por água. Scotland Neck localiza-se a aproximadamente 30 m acima do nível do mar.

## Localidades na vizinhança
O diagrama seguinte representa as localidades num raio de 20 km ao redor de Scotland Neck.